# Mayhem (album)
Mayhem este al șaptelea album de studio al cântăreței și compozitorului american Lady Gaga, lansat pe 7 martie 2025.

## Lista pieselor
| Nr.             | Titlu                                       | Producător(i)                  | Lungime |  |
| 1.              | „Disease”                                   |                                | 3:49    |  |
| 2.              | „Abracadabra”                               |                                | 3:43    |  |
| 3.              | „Garden of Eden”                            | Gaga Gesaffelstein Watt Cirkut | 3:59    |  |
| 4.              | „Perfect Celebrity”                         |                                | 3:49    |  |
| 5.              | „Vanish into You”                           |                                | 4:04    |  |
| 6.              | „Killah” (împreună cu Gesaffelstein)        | Gaga Gesaffelstein Watt Cirkut | 3:30    |  |
| 7.              | „Zombieboy”                                 |                                | 3:33    |  |
| 8.              | „LoveDrug”                                  |                                | 3:13    |  |
| 9.              | „How Bad Do U Want Me”                      |                                | 3:58    |  |
| 10.             | „Don't Call Tonight”                        |                                | 3:45    |  |
| 11.             | „Shadow of a Man”                           |                                | 3:19    |  |
| 12.             | „The Beast”                                 |                                | 3:54    |  |
| 13.             | „Blade of Grass”                            | Gaga Watt Gesaffelstein        | 4:17    |  |
| 14.             | „Die with a Smile” (împreună cu Bruno Mars) | Mars D'Mile Gaga Watt          | 4:11    |  |
| Lungime totală: | Lungime totală:                             | Lungime totală:                | 53:04   |  |